# 何塞·拉蒙·洛佩斯
何塞·拉蒙·洛佩斯（西班牙語：José Ramón López，1950年11月22日—），西班牙男子皮划艇运动员。他曾代表西班牙参加1976年夏季奥林匹克运动会皮划艇比赛，获得男子四人皮艇1000米银牌。